# Conor Niland
Conor Niland (* 19. září 1981, Birmingham, Spojené království) je irský profesionální tenista. Ve své dosavadní kariéře na okruhu ATP World Tour nevyhrál žádný turnaj. Na challengerech ATP a okruhu Futures získal k září 2011 osm titulů ve dvouhře.
Na žebříčku ATP byl nejvýše ve dvouhře klasifikován v prosinci 2010 na 129. místě a ve čtyřhře pak v srpnu 2010 na 770. místě. K roku 2011 jej trénoval Garry Cahill.
K 6. březnu 2010 odehrál za daviscupový tým Irska 25 zápasů s bilancí 15 výher a 10 porážek, z toho poměrem 12–9 ve dvouhře a 3–1 ve čtyřhře.
Narodil se v roce 1981 v anglickém Birminghamu do irské rodiny. Ve věku dvou let se s rodiči vrátil do irského Limericku, kde žil dalších čtrnáct roků. Poté studoval střední veřejnou školu Millfield zaměřenou na sport v Somersetu. Po jejím ukončení nastoupil na Kalifornskou univerzitu v Berkeley, kde byl posluchačem oboru angličtina. V roce 2005 ji opustil a plně se zaměřil na tenisovou kariéru.

## Finálové účasti na turnajích okruhu ATP
| Legenda (dvouhra)               |
| ------------------------------- |
| Grand Slam (0)                  |
| ATP World Tour Masters 1000 (0) |
| ATP World Tour 500 (0)          |
| ATP World Tour 250 (0)          |
| ATP Challenger Tour (3)         |
| ITF Futures (5)                 |

### Vítěz (8)
| Č. | Datum              | Turnaj          | Povrch      | Finalista        | Výsledek                |
| -- | ------------------ | --------------- | ----------- | ---------------- | ----------------------- |
| 1. | 7. srpna 2006      | Wrexham, F12    | tvrdý       | Riccardo Ghedin  | 6–4, 2–6, 6–3           |
| 2. | 19. března 2007    | Vrsar, F4       | antuka      | Kornél Bardóczky | 6–4, 6–4                |
| 3. | 28. dubna 2008     | Bournemouth, F7 | antuka (h)  | Pierre Metenier  | 7–5, 6–0                |
| 4. | 23. června 2008    | Limerick F2     | koberec (h) | Harsh Mankad     | 6–3, 6–4                |
| 5. | 4. srpna 2008      | Nové Dillí III  | tvrdý       | Tomáš Cakl       | 6–4, 6–4                |
| 6. | 9. listopadu 2009  | Florida F28     | antuka      | James Lemke      | 3–6, 6–4, 6–0           |
| 7. | 8. května 2010     | Ramat Ha Šaron  | tvrdý       | Thiago Alves     | 5–7, 7–6(7–5), 6–3      |
| 8. | 21. listopadu 2010 | Salcburk        | tvrdý (h)   | Jerzy Janowicz   | 7–6(7–5), 6–7(2–7), 6–3 |